# Rouvray-Saint-Florentin
Rouvray-Saint-Florentin era una comuna francesa situada en el departamento de Eure y Loir, de la región de Centro-Valle de Loira, que el 1 de enero de 2016 pasó a ser una comuna delegada de la comuna nueva de Les Villages-Vovéens al fusionarse con las comunas de Montainville, Villeneuve-Saint-Nicolas y Voves.

## Demografía
| Gráfica de evolución demográfica de Rouvray-Saint-Florentin entre 1800 y 2013 |
|                                                                               |

Los datos demográficos contemplados en este gráfico de la comuna de Rouvray-Saint-Florentin se han cogido de 1800 a 1999 de la página francesa EHESS/Cassini, y los demás datos de la página del INSEE.